# Розвиток гірництва в арабському світі та країнах Сходу
Розвиток гірництва в арабському світі та країнах Сходу

## Вступ
У країнах Сходу, де товарні відносини виявилися більш розвинутими, а об'єднання величезних територій під владою Арабського Халіфату (VII—IX ст.) сприяло активному торговельному й культурному обміну, виникла велика потреба «грошових» металів. На перше місце серед мірил товарної вартості вийшло срібло, яке «більш зручно перевозити, ніж ті необхідні предмети, що за нього можна придбати» (Аль-Біруні). Численні караванні шляхи, що йшли від Китаю до Північної Африки й Іспанії, здійснювали «кругообіг товарів» і «кругообіг срібла», пронизуючи торговельними відносинами не тільки величезні простори, але й сам світогляд східної людини.
Наприкінці VII ст. на землях Халіфату було проведено грандіозну грошову реформу, в результаті якої з'явилися нові срібні монети — дирхеми . Майже на чотири століття вони стали зразком для всіх наступних грошей ісламських держав і основною «конвертованою валютою» всього цивілізованого світу. Додержуючись ісламської заборони зображати живих істот, на арабських дирхемах, на відміну від європейських монет, розміщували тільки написи. Виконані у куфічній (орнаментальній) манері арабського письма вони вміщували вислів із Корану, ім'я еміра (правителя області, де було карбовано дирхем), назву монети, рік і місто. Нові гроші в досить стислий час забезпечили грошовий обіг неосяжного Халіфату та вплинули на грошові системи як Європи, так і Східної Азії. Величезні скарби цих монет були знайдені навіть у Британії та Швеції (за даними Б. Нермана, у Скандинавії виявлено понад 170 тис. таких монет, причому гроші вікінгів також карбувалися із середньоазійського срібла).
Запорукою такого успішного розвитку фінансової та торговельної системи, ювелірних та металообробних промислів були численні рудники Аравії, Персії, Афганістану, Середньої Азії, Південного Кавказу, а також Нубії, Західного Судану та Іспанії, що після завоювання арабами були досить швидко відновлені й активно експлуатувалися вже в період раннього середньовіччя (на відміну від європейських родовищ, розвиток яких припадає здебільшого на пізнє середньовіччя). Розглянемо основні центри, техніку та технологію видобутку й переробки благородних металів на середньовічному Сході.

## Аравійський півострів
Аравійський півострів з давніх часів був осередком видобутку золота й срібла. В південно-східному напрямку від Медини, у місцевості Махд-ед-Дахаб (що перекладається як «лоток для золота») виявлені свідчення потужного золотовидобувного промислу минулих часів. Крім ознак відкритих розробок, тут знайдено 55 старих покинутих рудників, найдавніший з яких Умм-Гарайат датований Х ст. до Р. Х., а більшість експлуатувалася в VIII — Х ст. нашої ери (за середньовічний період тут видобуто більше 30 т золота). Розроблялися гідротермальні родовища жильного типу, представлені витриманими кварцовими жилами та штокверками. Близько 40 % металу родовища перебувало у вигляді самородного золота, яке було доступне давнім гірникам. Район Ед-Давазимі площею близько 1000 км² здавна відомий як «срібний пояс» Аравії, де діяло понад 150 давніх рудників (більшість — у часи Арабського Халіфату). Перський середньовічний автор Аль-Мустафі свідчить про розробки кольорових металів (у тому числі золота й срібла) на морському узбережжі сучасного Оману. Розробки жильних родовищ золота мали місце в гірських масивах Ємену ще в доісламський період і суттєво збільшилися в часи Халіфату.

## Афганістан, Іран
Видатний учений-енциклопедист Сходу Аль-Біруні (Х — XI ст.), описуючи багатий рудний район Зарубан у Південному Афганістані, де, окрім золота, видобували срібло, свинець, мідь, залізо, наводить цікаві приклади розробок давнього часу й середньовіччя:
| „У Зарубані знайшли золоту жилу довжиною в декілька ліктів, дуже тонку... а також у руднику Саршинак було знайдено масивний самородок золота розміром лікоть на лікоть, який витягали з жили протягом десяти днів”. |
Значні родовища золота та срібла розроблялися в Хорасані (Східний Іран), про що маємо писемні свідчення Х ст.

## Нубія, Судан, Гана, Малі
Ось як описує арабський вчений Аль-Якубі (Х ст.) одне з поселень поблизу золотих рудників Нубії, відкритих ще давніми єгиптянами:
| „Ваді-ал-Алакі подібна до великого міста, у ній змішане населення золотошукачів, у ній ринки й торгівля... Ваді-ал-Алакі й те, що навкруги неї – це рудники самородків; у будь-якому прилеглому місці працюють крамарі всіх племен, а крім купців, – чорні раби, що риють землю та вилучають самородки, схожі на жовтий арсен, які потім плавлять”. |
Важливим центром видобутку золота, який значною мірою контролювався арабами (спершу через торгівлю, а пізніше шляхом релігійного проникнення й військового завоювання) був Західний Судан (середньовічні держави Гана, Малі та Сонгай у верхів'я річок Нігеру й Сенегалу). Сталий видобуток розсипного золота спостерігався тут у IV — XIII ст., причому в IX — XI ст. ці території були основним поставником золота в арабські та європейські країни й отримали в працях арабських вчених промовисту назву «Країна золота».
Ґрунтовна праця Алі ібн Аль-Масуді «Промивальні золота й розсипи коштовних каменів» (середина Х ст.) згадує Гану як величезну країну золота, що лежить південніше Сахари. Ісламський історик Аль-Якубі відзначав: «Цар держави Гана великий своїми чеснотами. В його країні є копальні золота, а під його владою знаходяться численні царі. І по всій цій країні — золото». Середньовічний географ Аль-Бекрі у «Книзі шляхів і держав» (XII ст.) писав про володаря Гани: «Коли в будь-якому руднику країни цього царя знаходять золотий самородок, цар його забирає собі, а людям залишає від золота тільки тонкий пил. Якщо б не це, кількість золота в руках людей настільки б зросла, що воно б знецінилось. Самородки бувають вагою від унції до ритля (тобто, від 28 до 406 р. — авт.). Кажуть, що в царя є самородок, подібний до великого каменя». Через сторіччя цей самородок згадував мандрівник Аль-Ідрісі: «В царському палаці є золота цеглина з одного суцільного шматка золота, вагою в 30 ритлів. Аллах створив її цілим зливком, який не відливався у вогні й не оброблявся жодним знаряддям. Цей зливок — диковина, якої нема ні в кого, крім царя, це його виключний привілей. Цар гордиться ним перед іншими царями чорних».
Торгівля золотом здійснювалась арабськими купцями, які відродили торгові шляхи через Сахару, утворені ще Карфагеном і Римом (римляни, за азійським зразком, почали для пересування Сахарою знаряджати каравани верблюдів). Основним товаром обміну на золото була сіль. В арабському трактаті XI ст. зазначено: «Торгівля мешканців цієї країни йде на сіль, і сіль — це їх готівкові гроші. Її доставляють із підземних рудників країни берберів». Соляні копальні розташовувались у Сахарі, поблизу Тегази (північ Малі), що слугувала важливою перевалочною базою й місцем торгів. Ще одним центром торгівлі золотом був Тімбукту (арабська назва Білад-ед-Дехеб, тобто «Місто золота»). За посередництвом арабів африканське золото потрапляло в європейські країни (перші флорентійські золоті монети карбувалися з золота Гани). На середньовічних картах території Західного Судану супроводжувалися написом: «Тут збирають золото».
Особливих успіхів у справі відновлення давніх гірничих розробок досяг Кордовський Халіфат на землях Іспанії, де, за свідченням В. І. Вернадського, «видобуток золота не завмер у часи середньовіччя, а здійснювався зусиллями мавританських держав». Араби, що організували розробку кольорових металів у гірських масивах на півдні Іспанії, використовували як дороговказ багатих родовищ покинуті рудники часів Карфагену та Риму.

## Середня Азія
Серед величезних територій об'єднаного ісламом Сходу найбільш потужним центром видобутку руд стала Середня Азія, де в часи середньовіччя сформувалась славнозвісне товариство гірників, металургів, карбувальників, зброярів, ювелірів. Одними з найбільших осередків виготовлення виробів із золота й срібла були історичні області Хорезм і Согд (сучасний Узбекистан). Китайський хроніст VII ст. писав про срібні вироби Самарканда: «Звідси виходять найкращі художні речі». Араби, заволодівши Пайкендом, хвалилися, що «захопили таку велику кількість золотого та срібного посуду, що не можна й порахувати». Знамениті срібні чаші, тарелі, дзбани у вигляді тварин і птахів, що були вироблені в Хорезмі і Согді, зажили доброї слави на землях усього Халіфату. Навіть боротьба з розкішшю, яку вели ісламські проповідники, та релігійна заборона використовувати срібний посуд не змогли витіснити художні вироби з палаців і ринків Сходу.
Видобуток значної частини благородних металів у VII — XI ст. був зосереджений у Середній Азії, у горах Західного Тянь-Шаню. Особливе значення для країн Сходу мали багаті родовища таких історичних областей як Шаш-Ілак і Ферганська долина (Узбекистан), Кані-Мансур (Таджикистан), Шельджа (Киргизстан).
В Узбекистані в долині річки Ахангаран і її притоків (область Шаш-Ілак) масштабні гірничі роботи розпочалися у V—VI ст. Сама назва річки в перекладі з давньотюркського означає «долина майстрів металу». Економічне і культурне піднесення цієї області було пов'язане з гірничо-металургійним промислом і розпочалося ще до арабського завоювання. Багато родовищ на час приходу арабів були вже ретельно розвідані, там вели відкриті й підземні гірничі роботи. Араби сприяли подальшому розвитку промислів і в Х ст. Ілак нараховував вже 17 велелюдних міст, більшість із яких була пов'язана з видобутком і переробкою поліметалічних руд.
Археологічні та гірничо-геологічні пошуки, які проводилися тут починаючи з 30-х років ХХ ст., дозволили скласти карту середньовічних рудників, пунктів збагачення та плавлення руд. Підраховані об'єми давнього видобутку поліметалічних руд на території Узбекистану сягають (за даними Ю. Ф. Бурякова) величезних масштабів — близько 2,5 млн м3 (при цьому на руди срібла й свинцю припадає близько 1,25 млн м3, а на руди золота — до 600 тис. м3). Загальна кількість гірничих виробок, споруджених у VIII — XI ст., становить більше 10 тис.
Давні східні автори згадують у складі Ілаку потужний рудник «Кухисім» («Гора срібла») й срібний рудник Шаша, де карбувалися арабські дирхеми. Ібн-Хаукаль свідчить: «В Ілаці є монетний двір, де в обігу величезні капітали у вигляді карбованої монети». На грошах був розміщений напис: «В ім'я Аллаха викарбувано цей дирхем у руднику Шаша». Сучасні дослідження ототожнюють рудник Шаша з Лашкереком, а Кухисім — з Кані-Мансуром і Канджолом (дивись карту).
Розробка Лашкерекського родовища розпочалася у VII ст., а найбільш активна експлуатація прийшлася на VIII—IX ст. У зоні оруднення була вельми продуктивна ділянка довжиною 1,2 км і товщиною 15 м. Об'єм видаленої породи становив більше 300 тис. м3, середній вміст срібла у руді сягав 0,5 кг/т, а на окремих ділянках доходив до дивовижних показників — 3,5 — 4 кг/т.
Виробки Лашкерека повторювали форму рудного тіла й мали складну вигадливу конфігурацію. На кількох горизонтах від основного стовбура розходились горизонтальні та похилі виробки, які часом переходили в камери, часом перетворювались на ніши, щілини, лази, формуючи розгалужені лабіринти. Максимальна глибина розробок сягала тут 300 м.
Аль-Біруні у книзі «Зібрання відомостей для пізнання коштовностей» (XI ст.) залишив найбільш давній опис форм залягання рудних покладів, що визначали форму, розміри і розташування виробок. Опис характеризує уявлення середньовічних учених і відповідає радше окремому випадку, ніж загальній картині, але велика увага, приділена геологічним знанням у праці Аль-Біруні, свідчить про сталий розвиток гірництва на родовищах Середньої Азії. Автор пише:
| „Золоті жили, які йдуть суцільними стягами, або товщають, якщо йти ними, або тоншають. Прямування в бік тонкого кінця призводить до точки, де золото вичерпується, напрямок стовщування подає надію на досягнення зародку золота. Якщо жила розділяється, то з її відгалуженнями все повторюється так само, як і з суцільними жилами. Щодо того зародку, то стверджують, що він схожий на млинове жорно, або трохи менший чи більший за нього, а ті жили розходяться від нього врозтіч, як промені від сонця”. |
Гірничі роботи виконувалися вручну, знаряддями, які мало відрізнялися від інструментів Давнього світу. Основними засобами проведення виробок слугували кайла, кирка, молот, а також долото й молоток. Для руйнування найбільш міцних порід застосовували вогневий метод. Аль-Біруні стверджує: «У рудниках золота й срібла з цією метою розпалюють вогнища з дров і олії». Для розпалювання багаття за високої вологості гірничих виробок та нестачі кисню застосовували олію, яку спускали на значні глибини у посудинах з гарбуза.
Кріпили виробки тільки на ділянках, схильних до обрушень порід покрівлі. В експлуатаційних камерах споруджували опорні стовпи з породних блоків. У протяжних виробках застосовували Т-подібне кріплення у вигляді дерев'яного стояка й верхняка. Вельми оригінальним (як на той час) було кріплення, що передбачало встановлення поперечних балок під покрівлею виробки, один кінець яких розміщувався у видовбаній лунці, а другий опирався на дерев'яний підп'ятник на протилежному боці виробки, причому між балками настилали дошки (затяжку). Головні стовбури рудника кріпилися повним дерев'яним окладом, між замкнутими рамами якого розміщували стояки діаметром близько 15 см і довжиною 1,2 м. Інструмент прохідників поповнився пилою й теслярською сокирою.
Для водовідливу на руднику Лашкерек проводили спеціальні дренажні штольні. Вентиляцію здійснювали шляхом збійки штолень з вентиляційними стовбурами. Для створення депресії потоку повітря використовували різницю температур, особливо на значних глибинах. Припускають також застосування способів примусового нагнітання повітря. Як світильники («чираги») застосовували наповнені олією глиняні ринки з частково відкритим верхом, довгими зім'ятими носиками, невеличкою ручкою-петелькою й подеколи сферичним дном (такі світильники підвішувалися). Збереглися свідчення того, що згасання чирага (нестача кисню, надходження газів) було для рудокопів сигналом небезпеки й припинення робіт.
Завантажували руду дерев'яними лопатами, транспортували — волоком у шкіряних мішках або кошиках. Основним засобом підйому був коловорот (у Лашкереку археологами були знайдені середньовічні бронзові та дерев'яні барабани коловоротів). До кожного рудопідйомного стовбура «прив'язували» якомога більше виробок на різних глибинах. Виявлено проміжні пункти перевантаження руд. Загалом Лашкерек є яскравим прикладом потужного рудника раннього середньовіччя, розробка якого стала свідченням становлення спільноти середньоазійських гірників.
До видатних рудників Ілаку належить і середньовічний Кані-Мансур (тобто, рудник Мансура), розташований поблизу селища Карамазар (Таджикистан), де вели розробку багатих жильних покладів срібно-свинцевих руд. Родовище складене вулканічними породами, що утворювали північно-західне крило Алмалисайської антикліналі. Усі рудні тіла тут залягають у зонах тектонічних порушень у формі жил, невитриманих за товщиною, з частим роздуттям і затисненням, що робить характерними поклади у вигляді рудних лінз та штокверків. Проведена металометрія породних зразків, отриманих з давніх експлуатаційних виробок, свідчить про вміст срібла від 0,18 до 1,24 кг/т. Імовірно, що в раніше видобутих рудних тілах ці показники були ще більшими.
Першим із європейських дослідників на рудник Кані-Мансур звернув увагу спелеолог І. Кастаньє (початок ХХ ст.). З часом було виявлено дві складові частини рудника — величезну витягнену западину (так званий «великий кар'єр») та підземну «головну камеру» (пізніше в східній частині гори були знайдені численні виробки відносно невеликих розмірів). Виробки Кані-Мансура справедливо вважають одними з найбільших для свого часу. «Великий кар'єр» має форму відкритої щілини (траншеї), що простяглася на 350 м за максимальної ширини до 50 м і глибини до 60 м. Борти кар'єру місцями опрацьовані вибоями невеличких виробок; з донної частини проведені видобувні стовбури та штольні, які кріпилися дерев'яними рамами (їх рештки виявлені дослідниками).
У східній частині кар'єр переходить у «головну камеру», яка є системою багатоповерхових камерних порожнин, що об'єднані спільним устям, загальною довжиною до 125 м, шириною до 75 м й висотою — до 50 м. Виокремлюють шість камерних виробок, найбільша з яких довжиною 60 м, шириною близько 50 м. Тепер вона обрушена, причому зміщення породного масиву під час завалу розкрило інші давні виробки з дерев'яним кріпленням.
У районі Кані-Мансурського рудного поля виявлено декілька сотень невеликих виробок, представлених траншеями, шурфами та штольнями. Частина з них виконувала роль розвідувальних, що іноді переходили у видобувні. У виробках і навколо них знайдено велику кількість знарядь праці гірників: залізні кайла й долота, кам'яні молоти (у формі зрізаної піраміди), товкачі, платформи, жорна для збагачення руд. Окремі ділянки виробок зберегли рамне дерев'яне кріплення. Устя вертикальних стовбурів облаштовували масивними дерев'яними окладами. Руду підіймали на поверхню за допомогою коловорота, використовуючи шкіряні мішки. Сумарні об'єми видобутих гірничих порід на руднику Кані-Мансур становили близько 500 тис. м3, з яких було отримано приблизно 1,35 млн т руди й витоплено 240 т чистого срібла.
У межах рудника збереглися рештки середньовічного поселення гірників IX — XI ст., яке було повністю розкрите археологічними розкопками. Поселення включало житлові та господарські помешкання, разом із кузнею й горнами відкритого типу. Вирізняються будівлі громадського та адміністративного призначення. На центральну вулицю виходило устя головного вертикального стовбура, який забезпечував спуск гірників у підземні виробки. Таким чином, можна говорити про потужну базу гірників-металургів Кані-Мансура, яка існувала протягом кількох століть.
Ще одне важливе поліметалічне родовище Канджол («Стежка рудників») розташоване в Карамазарському гірничорудному районі, поблизу м. Табошар. Структура рудного поля представлена Канджольським розломом, який простягся майже на 12 км. По всій довжині цього поля спостерігається безперервна смуга з гірничих виробок, їх нараховується 2,5 тис. Здебільшого це невеликі штольні, лише окремі з них доходять до 200 м. За два кілометри північніше Канджола виявлено величезне поле шлаків кольорових металів, а також залишки металургійних печей і будівель, збагачені руди, численні кам'яні й залізні знаряддя гірників-металургів.
Наприкінці Х ст. розробки Чаткало-Курамінських рудників здебільшого припинились. Устя багатьох стовбурів і штолень було замуровано або замасковано. У XI — XII ст. розробки поновилися, але меншим обсягом (здебільшого через вичерпання рудних покладів). Перерва була пов'язана з політичними подіями, що призвели до загибелі держави Саманідів. З 996 р. басейн Сирдар'ї перейшов під владарювання феодальної династії Караханідів, у XII ст. — до Каракитаїв, а пізніше до шахів Хорезму. 1220 р. ці райони посіли монгольські поневолювачі, що призвело до остаточного занепаду рудників. Окремі розробки поновлювались у часи панування Тимуридів, але вони мали локальний, незначний характер.
Скорочення видобутку на Чаткало-Курамінських рудниках у Х ст. змінилось пошуками й освоєнням нових родовищ Середньої Азії. Серед найбільш важливих гірничо-металургійних центрів Сходу арабські джерела окреслюють історичну область Шельджа в горах Таласького Алатау (Киргизстан). Археологічні дослідження цього району підтвердили дані середньовічних учених і дозволили виявити численні копальні та плавильні центри Х — XII ст.. Красномовною пам'яткою потужних розробок залишились срібні дирхеми, що карбувались з місцевого срібла у місті Таразі.
На окремих родовищах Шельджі ряди давніх виробок простяглися на декілька кілометрів, розкриваючи жили й жильні зони товщиною від 0,1 до 1,2 м і довжиною від 50 до 300 м. Вміст срібла у поверхні становив 0,3 — 0,5 кг/т (іноді доходив до 1 кг/т). Найбільше зосередження гірничих виробок простежується в долині річки Кумиштаг. Гірничі роботи вели з добрим розумінням умов залягання рудних тіл. Про це свідчить струнка лінія розвідувальних шурфів на родовищі Джол-Сай і розвідувальні штольні на Бабакані. Використовували різноманітні видобувні виробки: щілиноподібні траншеї, кар'єри, шурфи та штольні за напрямком залягання жил. Про те, що вже в ті часи почали опановувати маркшейдерську справу, свідчить знахідка на руднику Джол-сай сланцевої плити з вибитим на її поверхні планом спорудження гірничої виробки, в усті якої й було виявлено цю плиту.
Виробки здебільшого проводили по породах середньої міцності. Для руйнування порід використовували залізні кайла, долота та молотки, дерев'яні й металеві клини, на міцних порах застосовували вогневий метод. У горизонтальних виробках виявлені водовідливні канавки, що споруджувались уздовж стінки виробки й перекривалися сланцевими плитками. Більшість протяжних виробок залишали без кріплення, чому сприяла стійкість навколишніх порід. В окремих випадках застосовували дерев'яні стояки або рами. В експлуатаційних камерах залишали захисні цілики та складали опорні стовпи з породних блоків. Устя штолень, закладених у відносно слабких породах, підсилювали по периметру кам'яними плитами.
Срібно-свинцеві руди транспортували в мішках і кошиках, іноді застосовували «санки» — дерев'яну скриню на полозках; підйом здійснювали коловоротом. Руду збагачували шляхом ручного подрібнення та водного промивання. Про це свідчать величезні відвали пустих порід і залишки давніх ариків, що підводили воду до місць водного збагачення. Повторне подрібнення проводили на жорнах гірничих млинів, рештки яких разом з численними жорнами дійшли до нашого часу. Виявлені навіть окремі гірські масиви, у яких масово виокремлювали по контуру та відділяли жорна для збагачення руд. На території багатьох копалень знайдені металургійні шлаки та зруйновані печі. Аналіз шлаків свідчить про високе мистецтво гірників-металургів, які вміли витоплювати метали без значних втрат.
До унікальних розробок срібла XI ст. слід віднести родовище в Мургабському районі Таджикистану в долині річки Акджилги (Східний Памір). З кінця Х ст. почала відчуватися гостра нестача «грошового металу» й до розробки намагалися залучити всі відомі родовища, навіть у важкодоступних районах високогірного Паміру. Центром видобутку стало дивовижне, загублене у високих горах місто гірників Базардара, яке перебувало під контролем караханідських правителів. «Місто під небесами» розташовувалось на північних схилах Північно-Алічурського хребта на терасовому уступі на висоті 3940 м над рівнем моря . Археологи, розкопуючи місто, виявили храм вогню, караван-сарай, адміністративні та житлові будівлі, цвинтар. Найбільша кількість жителів, що за припущеннями могла мешкати в поселенні, дорівнює приблизно 1,5 тис. Оскільки природнокліматичні умови Східного Паміру виключають можливості землеробства, то усі рослинні продукти, як і промислові вироби довозилися здалеку караванами. Рідкісні природні умови (майже повна відсутність гнилісних бактерій) зберегли до нашого часу багато виробів із тканини, паперу, навіть харчі.
Підземні виробки Базардари представлені штольнями із змінними напрямками та стовбурами, здебільшого похилого залягання, що мали криволінійні контури з невитриманим перерізом. Виявлені також щілиноподібні траншеї, пройдені вздовж рудних тіл на глибину до 10 м. Довжина виробок сягала від кількох метрів (ніші) до 60 — 80 м, в окремих випадках сягала до 300 м (штольні, стовбури). Руйнування порід здійснювали за допомогою залізних доліт (клинів) та молотків. У виробках знайдене добре збережене дерев'яне кріплення, світильники (чираги), дерев'яні лопати, залізні клини та інший гірничий інструмент. Залишки небагатьох плавильних печей свідчать, що на поселенні проводили тільки пробні плавки, основну ж частину збагаченої руди транспортували до Ферганської долини, що підтверджено багатьма археологічними знахідками.
Привертають увагу технології збагачення руд і витоплення благородних металів, які застосовували на рудниках Середньої Азії, зокрема у гірничо-металургійних селищах Ферганської долини. Здебільшого збагачення здійснювали безпосередньо поблизу гірничих виробок. На потужних руднях виокремлювали спеціальні рудорозбірні майданчики, іноді вони обслуговували декілька стовбурів і штолень. Спочатку руди подрібнювали кам'яними або залізними молотами, затим — товкачами й тертками в ступах і на платформах. На багатьох майданчиках знайдені жорна з грубозернистою поверхнею для розмелювання подрібнених руд. Застосовували також «мішджани» — камені, закріплені на товкачах. Ось як описує процеси збагачення Аль-Біруні: «Золото іноді поєднане з камінням, ніби сплавлене з ним, тоді воно потребує розмелу, який проводять на млинових жорнах, хоча товчіння за допомогою мішджана вдатніше й краще забезпечує його якість».
Де можливо, використовували силу плинної води (водне збагачення), для чого підводили спеціальні арики; в інших випадках збагачувальні майданчики розміщували поряд із найближчими річками або струмками. Відділення пустої породи проводилось шляхом багаторазового промивання у великих тазоподібних посудинах. Частинки породи, що видалялися з них, зносилися течією струменя у потужні відвали, нашарування яких поблизу значних рудників сягають товщини 10 м і більше.
Для отримання золота широко застосовували спосіб амальгамації. «Коли руда золота дроблена й змелена, — пише Аль-Біруні, — його (золото) відділяють промиванням від породи, а потім збирають за допомогою ртуті; після цього воно відтискається у клапті шкіри таким чином, що розчинене в ртуті золото виходить через пори шкіри, а потім ртуть видаляється випарюванням на вогні». Про розповсюдженість цього способу свідчать численні знахідки поблизу рудників і в ремісничих районах міст долини Ахангарана. Це насамперед сфероконічні посудини для ртуті, яку протягом кількох сторіч добували в давньому руднику Хайдаркан («Великий рудник») у Ферганській долині (на території сучасного Киргизстану).
Металургія здебільшого концентрувалась у рабадах (ремісничих слободах) численних міст долини Ахангарана. Виняток становлять лише деякі великі рудники (Лашкерек, Канджол та ін.), які мали свої плавильні. Витоплення срібла із срібно-свинцевої руди здійснювалось трьома стадіями: отримання чорнового свинцю — плавленням у печах з відновлювальним процесом; отримання свинцево-срібного глету (оксиду свинцю) — нагріванням у відбивальних печах; рафінування срібла — окиснювальним плавленням.
За описом середньовічного вченого Аль-Хамдані, процес плавлення срібно-свинцевої руди здійснювали так. Піч заповнювали шарами руди й деревного вугілля, після запалення якого забезпечували штучне нагнітання повітря в горн за допомогою міхів. Плавлення тривало декілька днів. Іноді для захисту металургів від шкідливих свинцевих випарів між горном і міхами споруджували огороджувальну стіну. Однорідна маса витопленого металу (свинцево-срібного сплаву) збиралася в донній частині печі, звідки її випускали назовні в спеціальні форми, де вона застигала у вигляді зливка. Потім зливок розміщували в посудині, дно якої заповнювали золою, а поверх металу укладали дрова з ялівцю. Розпалювали багаття і міхами вдували повітря. Коли свинець перетворювався на глет, усередині його концентрувалось срібло. На нього накидали грубу ганчірку, яку рясно поливали водою. Свинець ставав золою, а зливок очищеного срібла витягали з плавильної посудини.
Вражаючі масштаби гірничо-металургійних робіт в Середній Азії, які були виявлені археологічними й геологічними експедиціями у ХХ ст., повністю відповідають численним описам і згадкам середньовічних арабських учених. Це вказує на провідну роль цих гірничопромислових районів у забезпеченні дорогоцінними металами країн ісламського світу і дозволяє провести аналогію між роллю рудних районів Західного Тянь-Шаню та Рудними Горами Саксонії й Богемії, які дещо пізніше були основними постачальниками золота і срібла королівствам Європи.

## Основні регіони розвитку гірництва після падіння Римської Імперії
Після падіння Римської імперії у І тис. по Р. Х. товарні відносини були більш розвинутими в арабському світі і країнах Сходу, що зумовило тут сталий розвиток гірництва. У цей час центрами видобутку благородних металів є: Аравійський півострів, Південний Афганістан, Хорасан (Східний Іран), Нубія (Африка), Західний Судан, Кордовський Халіфат (Іспанія), а також ряд районів Середньої Азії — Хорезм, Согд, Шаш-Ілак, Ферганська долина, Кані-Мансур, Шельджа тощо.